# Угон самолёта YS-11 Korean Air Lines
Угон самолёта YS-11 Korean Air Lines в 1969 году произошёл 11 декабря 1969 года. Самолёт Korean Air Lines NAMC YS-11, выполнявший внутренний рейс из авиабазы Каннын в Канныне, провинция Канвондо, Республика Корея, в международный аэропорт Кимпхо в Сеуле, был угнан в 12:25 дня северокорейским агентом Чо Чан Хи (кор. 조창희). На борту находились четыре члена экипажа и 46 пассажиров (не считая Чо). 39 пассажиров были освобождены два месяца спустя, однако экипаж и семеро пассажиров остались в КНДР. Этот инцидент в Южной Корее рассматривается как пример похищений северокорейцами граждан Южной Кореи.

## Инцидент
Согласно показаниям пассажиров, один из них поднялся со своего места через 10 минут после взлёта и вошёл в кабину пилотов. После этого самолёт изменил направление, и к нему присоединились три истребителя ВВС КНДР. Самолёт приземлился на аэродроме Сондок вблизи Вонсана в 13:18. После посадки северокорейские солдаты вошли в самолёт, надели на пассажиров повязки на глаза и приказали им выйти. При посадке самолёт получил повреждения, не подлежащие ремонту. Офицер Военно-воздушных сил США в Южной Корее должен был быть пассажиром на злополучном рейсе, но в последний момент сел на военный транспортный рейс. КНДР утверждала, что пилоты направили самолёт в страну в знак протеста против политики тогдашнего президента Республики Корея Пак Чон Хи. Пассажиров подвергали попыткам идеологической обработки до четырёх часов в день. Южнокорейская полиция первоначально подозревала, что второй пилот вступил в сговор с двумя северокорейскими агентами для осуществления угона. В ночь после угона 100 000 южнокорейцев провели массовую демонстрацию в условиях минусовой температуры, протестуя против угона, и сожгли чучело Ким Ир Сена.
25 декабря КНДР предложила провести переговоры по этому вопросу. Переговоры состоялись в конце января 1970 года. Через 66 дней после инцидента, 14 февраля, КНДР освободила 39 пассажиров в районе Объединённой зоны безопасности в Пханмунджоме, но оставила самолёт, экипаж и оставшихся пассажиров. Заявления освобождённых пассажиров опровергли утверждения КНДР о том, что угон был организован пилотами; вместо этого они возложили вину на одного из пассажиров. Один из них утверждал, что, несмотря на инструкции северокорейских охранников, выглянул в окно самолёта и увидел, как угонщик уезжает на чёрном седане. Сообщалось, что другой пассажир в результате плена потерял рассудок и разучился говорить.

## Последствия
Судьба большинства невозвращённых пассажиров не подтверждена. Это были образованные люди из высшего класса. На первом заседании комитета семей в 2008 году Сон Ён Ин, ранее работавший в Национальной разведывательной службе, предположил, что они, вероятно, были оставлены КНДР специально из-за их пропагандистской ценности. О Гиль Нам, перешедший на сторону КНДР в 1986 году, утверждал, что встречался с двумя стюардессами, а также с сотрудниками корпорации Munhwa Broadcasting Corporation Хваном и Гимом (см. список ниже), которые занимались пропагандистскими трансляциями на Южную Корею. Позже он узнал от своей дочери, что капитан и первый офицер работали на Военно-воздушные силы Корейской Народно-Демократической Республики. Матери стюардессы Сон Гён Хи разрешили посетить Север в 2001 году для встречи с дочерью в рамках семейных воссоединений, предусмотренных Совместной декларацией Севера и Юга от 15 июня. Сон сообщила, что она и другая стюардесса Чон Гён Сок остались друзьями и жили в одном городе.
Сын невернувшегося пассажира Хван Вона, Хван Инчхоль, которому на момент захвата было всего 2 года, в 2008 году создал Комитет семей пассажиров рейса Korean Air YS-11, чтобы оказать давление на правительство Республики Корея с целью проведения дальнейшего расследования. В 2009 году он заявил, что чувствует себя особенно «отчуждённым» из-за внимания СМИ к делу об освобождении американских журналистов, удерживаемых КНДР в течение 141 дня, по сравнению с относительно небольшим освещением судьбы его отца, который также был журналистом и которого он не видел уже 40 лет. В июне 2010 года он подал заявку в Рабочую группу ООН по насильственным или недобровольным исчезновениям Совета по правам человека с просьбой расследовать случаи невовзращённых пассажиров как случаи насильственного исчезновения; он потратил шесть месяцев на подготовку заявления с помощью своих друзей. В феврале 2012 года он подал иск против северокорейского шпиона, похитившего его отца.
Регистрационный номер самолёта HL5208 был выведен из эксплуатации в результате инцидента.

## Список не вернувшихся пассажиров и членов экипажа
Все четверо членов экипажа, а также семь пассажиров не были возвращены на Юг. Указанный возраст соответствует возрасту на момент угона.
1. Ю Бён Ха (유병하, 38 лет) из Сеула, капитан
2. Чхве Сок Ман (최석만, 37 лет) из Сеула, старший офицер
3. Чон Гён Сок (정경숙, 24 года), Сеул, стюардесса. По состоянию на 2001 год числилась живой[12].
4. Сон Гён Хи (성경희, 23 года), Сеул, стюардесса. По состоянию на 2001 год жива[12][19].
5. Йи Донг-ги (грузчик, 49 лет) из Миряна, менеджер типографии
6. Хван Вон (황원, 32 года) из Каннына, программный директор Munhwa Broadcasting Corporation (MBC). По состоянию на 1986 год был жив[13].
7. Ким Бонджу (김봉주, 27 лет) из Каннына, оператор MBC. По состоянию на 1986 год был жив[13].
8. Чэ Хондок (채헌덕, 37 лет) из Каннына, врач
9. Им Чхоль Су (임철수, 49) из Янгу, офисный работник
10. Чан Ки Ён (장기영, 40 лет) из Ыйджонбу, бизнесмен в сфере пищевой промышленности
11. Чхве Чон Ын (최정웅, 28 лет) из Вонджу, сотрудник компании Hankook Slate

## В культуре
- Этот инцидент упоминается в начале корейского фильма «Угон самолёта 1971», снятого в 2024 году режиссёром Ким Сон Ханом.